# Nibork Drugi
Nibork Drugi ist ein kleines Dorf in der polnischen Woiwodschaft Ermland-Masuren. Es gehört zur Gmina Nidzica (Stadt- und Landgemeinde Neidenburg) im Powiat Nidzicki (Kreis Neidenburg).
Nibork Drugi liegt im Südwesten der Woiwodschaft Ermland-Masuren im Norden der Kreisstadt Nidzica (deutsch Neidenburg) und nur drei Kilometer von deren Zentrum entfernt.
Nibork Drugis Einwohnerzahl belief sich im Jahre 2011 auf 105. 43,8 % der Einwohner waren Frauen, 56,2 % Männer. 64,8 % der Einwohner waren im erwerbsfähigen Alter. Der Ort ist heute Sitz eines Schulzenamts (polnisch Sołectwo) und als solcher eine Ortschaft im Verbund der Gmina Nidzica (Stadt- und Landgemeinde Neidenburg) im Powiat Nidzicki (Kreis Neidenburg), bis 1998 der Woiwodschaft Olsztyn, seither der Woiwodschaft Ermland-Masuren zugehörig.
Kirchlich ist Nibork Drugi nach Nidzica (Neidenburg) eingepfarrt: zur dortigen römisch-katholischen Kirche Mariä Empfängnis und St. Adalbert im Erzbistum Ermland sowie zur evangelischen Heilig-Kreuz-Kirche in der Diözese Masuren der Evangelisch-Augsburgischen Kirche in Polen.
Nibork Drugi liegt westlich der Woiwodschaftsstraße 545 und ist über die Nebenstraße von Kolonia Waszulki nach Wietrzychowo ((Adlig) Dietrichsdorf) zu erreichen.
Über die Gründung und die Geschichte des kleinen Dorfes liegen keine Belege vor, auch nicht in Bezug auf die Frage, ob Nibork Drugi vor 1945 bestand und evtl. eine deutsche Namensform hatte. Der Name Nibork erinnert an den historischen Namen der Stadt Neidenburg, den sie auch von 1945 bis 1946 als polnische Namensform trug. Die Bezeichnung Drugi (= deutsch „zweite(r)“, „nächste(r)“), die an einen Namen angehängt wird, gibt es in Polen häufiger und zeigt hier mit Sicherheit Bezug zu „Nibork“ = „Neidenburg“ auf.
Von 1900 bis 1951 war im heutigen Nibork Drugi – am heutigen Weg nach Las Miejski – ein Haltepunkt an der heute nicht mehr befahrenen Bahnstrecke Nidzica–Wielbark (deutsch Neidenburg–Willenberg). Die Bahnstation hieß bis 1945 Neidenburg Forst, von 1945 bis 1946 Nibork Park und von 1947 bis zur Schließung der Station im Jahre 1951 Nidzica Park. Heute ist die  Nibork Drugi am nächsten liegende Bahnstation Nidzica an der Bahnstrecke Działdowo–Olsztyn (Soldau–Allenstein).